# Болімув
Болімув (пол. Bolimów) — місто в Польщі, у гміні Болімув Скерневицького повіту Лодзинського воєводства.
Населення — 964 особи (2011).
1 січня 2022 року отримало статус міста, який було втрачено ще 1870 року.
У 1975-1998 роках село належало до Скерневицького воєводства.

## Демографія
Демографічна структура станом на 31 березня 2011 року:
|          | Загалом | Допрацездатний вік | Працездатний вік | Постпрацездатний вік |
| -------- | ------- | ------------------ | ---------------- | -------------------- |
| Чоловіки | 463     | 95                 | 324              | 44                   |
| Жінки    | 501     | 100                | 296              | 105                  |
| Разом    | 964     | 195                | 620              | 149                  |